# Zetská nížina

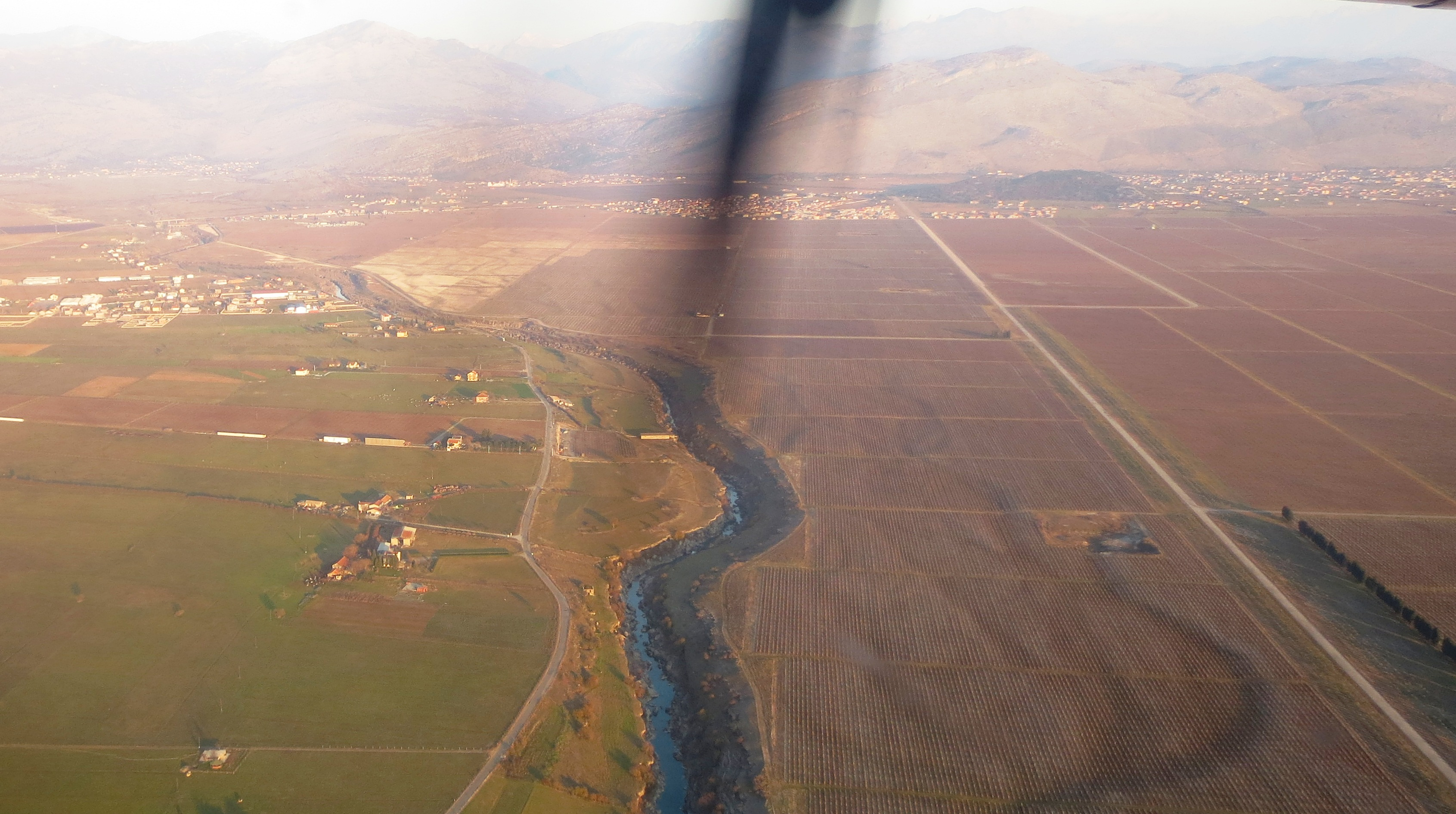
Letecký pohled na Zetskou nížinu a řeku Cijevnu.

Zetská nížina (srbsky Zetska ravnica nebo také srbsky Zetska nizija) je úrodná rovina v jihovýchodní části Černé Hory. Táhne se od Podgorici a údolí řeky Morači na severu až po Skadarské jezero a hranici s Albánií.
Svůj název má podle historického knížectví, které se zde ve středověku rozkládalo. Po ní byla pojmenována i Zetská bánovina v první polovině 20. století. Etymologicky je slovanského původu, pochází od slova žetva.
Zetská nížina je jednou z nejhustěji osídlených oblastí země. Kromě Podgorici se zde nachází také obec Golubovići s mezinárodním letištěm a obec Tuzi na silnici z Podgorici k albánské hranici. Průměrná nadmořská výška roviny se pohybuje okolo 40 m n. m.
Oblast je intenzivně zemědělsky využívána. Půda je především červenozem, pěstuje se zde především ovoce a zelenina. Nachází se zde rovněž kromě širých lánů i rozsáhlé plantáže vinné révy (společnost AD Plantaže).